# Osztrigás Mici (tévéjáték)
Az Osztrigás Mici egy 1983-ban az MTV1-en a Zenés TV Színház sorozatban bemutatott színes magyar zenés komédia, tévéjáték Feydeau színdarabja alapján Heltai Jenő fordításában, Fényes Szabolcs zenéjével, Galambos Erzsi címszereplésével Horváth Ádám rendezésében. 1984-ben Galambos Erzsi megkapta a Tévékritikusok díját az Osztrigás Mici és a Lola Blau című tévéjátékokban nyújtott alakításaiért.

## Készítették
- Rendező: Horváth Ádám
- Írta: Georges Feydeau
- Fordította: Heltai Jenő
- Forgatókönyvíró: Szenes Iván
- Zeneszerző: Fényes Szabolcs
- Dramaturg: Bánki László
- Operatőr: Nagy József
- Vágó: Büki Gyula
- Jelmeztervező: Szekulesz Judit
- Díszlettervező: Kézdy Lóránt
- Gyártásvezető: dr. Wolf Antalné
- Hangmérnök: Bányai Jenő, Borsos Tibor
- Képmérnök: Rékai László, Szilágyi Vilmos
- Felvételvezető: Bánk Lászlóné, Gulyás Gusztáv
- Berendező: Boros Gábor
- Fővilágosító: Gál István
- Koreográfus: László Péter
- Karmester: Makláry László
- Karigazgató: Sapszon Ferenc
- Zenei rendező: Fejes Cecília

## Szereplők
A szereplők nevének helyesírása a tévéfilm szereplőlistáján feltüntetett írásmódot követi, és a szerepek oszlopban csak a listán megjelenített név szerepel, minden egyéb megjelölés a megjegyzések oszlopban található.
| Szerep              | Megjegyzés                                                | Színész          |
| ------------------- | --------------------------------------------------------- | ---------------- |
| Osztrigás Mici      | a Maxim táncosnője                                        | Galambos Erzsi   |
| Tábornok            | Petypon du Grêlé                                          | Mensáros László  |
| Dr. Petypon         | Lucien, orvos, a tábornok unokaöccse                      | Bárdy György     |
| Petyponné           | Gabrielle, dr. Petypon felesége                           | Tábori Nóra      |
| Dr. Montgicourt     | orvos, dr. Petypon kollégája                              | Szilágyi Tibor   |
| Hercegnő            | Valmonté hercegnője                                       | Örkényi Éva      |
| Clémentine          | Petypon tábornok unokahúga                                | Málnay Zsuzsa    |
| Corignon            | hadnagy, Osztrigás Mici szeretője és Clémentine vőlegénye | Gáti Oszkár      |
| Abbé                |                                                           | Szatmári István  |
| Vidaubantné         |                                                           | Csűrös Karola    |
| Clauxné             |                                                           | Farkas Zsuzsa    |
| Ponantné            |                                                           | Gyimesi Pálma    |
| Virettenné          |                                                           | Bakó Márta       |
| Kisherceg           | a hercegnő fia                                            | Gyabronka József |
| I. úr               |                                                           | Latabár Kálmán   |
| II. úr              |                                                           | Benkóczy Zoltán  |
| Étienne             | a Petypon házaspár inasa                                  | Kéry Gyula       |
| A Maxim tulajdonosa |                                                           | Sugár István     |
| Ceremóniamester     |                                                           | Sárosi Gábor     |
| Émile               | Petypon tábornok inasa                                    | Victor Gedeon    |

Közreműködik a Magyar Állami Operaház balettkara. 

## Fogadtatása
„Manapság már nincsenek suszterinasok, akik már másnap reggel telefütyülték volna a várost – a városokat! – Fényes Szabolcs legújabb dallamaival. Manapság azonban van televízió, amely betöltheti a hajdan volt suszterinas szerepét, ha nem is azzal, hogy önmaga fütyül, de azzal igen, hogy a minden magyar otthonban megtartott premier után megdúdoltatja másnap is a televízió nézőit. Egyébként kedves meghívót kaptam a MTV zenei osztályától, amelyben szeretettel invitáltak engem és kedves családomat a „saját televíziós készüléke elé” a Zenés Tv-színház bemutatójára. Előadásra került – mint ez már köztudott – Freydeau–Fényes Szabolcs: Osztrigás Mici című zenés komédiája. Ha emlékezetem nem csal, az Osztrigás Mici eredetileg mint Tisztességtudó utcalány lépett az egykori színpadra, hogy a Magyar Televízió képernyőjén váljék most belőle „per” Osztrigás Mici, alias Galambos Erzsi.  
A meghívásnak, mint e sorok is tanúsítják, eleget tettem, és nem is bántam meg. Ez az országos premier, amelyet minden bizonnyal annyi millióan láttak, mint talán színházi zenés komédiát mióta a világ világ hazánkban összesen sem, egyszóval ez a „házhoz” vitt ősbemutató minden bizonnyal sikert aratott. A siker garanciája a Fényes Szabolcs-i muzsika, amely ugyan most nem hozott suszterinas-fütyülnivaló slágert – bár mit lehet tudni? – , de amely behízelgő volt és kedélyes, kedves és karakterteremtő is. És a siker garanciája az a „merész” rendezői elképzelés, hogy e zenés komédiához olyan színészeket sorakoztatott fel, akiket prózainak szoktunk mondani és tartani, ám, akik igen kellemesen és szellemesen énekeltek is most ím a kamerák előtt. Mensáros László, Bárdi György, Szilágyi Tibor, Tábori Nóra és társai vidám derűvel fürödtek a muzsikában és a bohókás bohózatban. Nem utolsósorban, hanem talán elsősorban siker garanciája a prózai-drámai színésznőnek is magával ragadó Galambos Erzsi, akinek ez a jutalomjátéka – nem azért jutalom, hogy búcsúzzék, de ellenkezőleg inkább, hogy a jutalom további lendületet és kedvet adjon – pezsgő frisseségről, franciás pikantériáról, izgatóan vonzó pillanatokról és felszabadult kedélyről tanúskodott.  
A Heltai Jenő fordítására támaszkodó Szenes Iván forgatókönyve és versei könnyed, ám mégis biztos oszlopokként tartották a komédia ívét. Horváth Adám rendezése mértéktartó, de mindvégig lendületes volt. Pontosan érezve azt a színházmértani középpontot – ahol a zenés komédia még biztos talapzaton állhat egy operettes hangvétel és egy bohóckodó zenei lehetőség között: a kamerák előtt. 
A televízió igencsak furcsa műfaj – a kamerák előtt, nem lehet hosszú életet jósolni egyetlen produkción sem. A színházi premier, ha sikeres, még sok-sok, néha több száz előadást is feltételezhet. A képernyőn talán még egyszer, s majdan ismét még egyszer találkozhatunk – vagy sem …? – Osztrigás Micivel, e tisztességtudó utcalánnyal. Csakhogy ezeken a ritka találkozókon milliókkal számolják a randevú résztvevőit. Itt az egyszeri, az első bemutató a döntő, ez kerül a mérlegre. Azt hiszem, Fényes Szabolcs zenés komédiája megméretett és – könnyűnek találtatott. S ebben az esetben a „könnyű” egy nehéz műfaj sikerét jelenti.”

## Díjak
- Tévékritikusi díj (1984) – Galambos Erzsi részére az Osztrigás Mici és a Lola Blau című tévéjátékokban nyújtott alakításaiért